# Додаткова пам'ять
Додаткова пам'ять (англ. Extended memory, XMS) — пам'ять за межами першого мегабайта адресного простору IBM PC-сумісного комп'ютера з процесором Intel 80286 або більш пізнім.

Розміщення додаткової пам'яті (XMS) вище першого мегабайта.

Додаткова пам'ять є природним доповненням до звичайної (базової) пам'яті комп'ютера, на що і вказує сама її назва. Проте переважній більшості програм MS DOS вона недоступна. Щоб використовувати додаткову пам'ять, процесор комп'ютера повинен працювати в спеціальному режимі, званому захищеним. А операційна система MS DOS не підтримує цього режиму процесора. У версії Турбо Паскаля 7.0 (в пакеті Borland Pascal with Objects 7.0) введена підтримка захищеного режиму мікропроцесорів 80286 / 80386 / 80486, в якому використовується додаткова пам'ять. Однак ця підтримка не стосується стандартних засобів роботи з додатковою пам'яттю.
Для використання додаткової пам'яті в системі повинен бути встановлений відповідний драйвер управління додатковою пам'яттю. Файл цього драйвера називається HIMEM.SYS, а підключається він до системи за допомогою командного рядка, що розміщується у файлі CONFIG.SYS.